# 经历——我的1957年
经历——我的1957年是一部1950年代中国甘肃的女记者和凤鸣（1932年－2025）撰写的回忆录，主要记述了她被划为"右派"后，于1957年到1961年，被发配至偏远的安西农场，进行劳动改造的经历。根据该书的描述，"右派"成员在不同农场的遭遇相差甚大，总体而言，在当时政治高压下，右派成员被舆论宣传妖魔化，沦为了社会的底层，受到社会的普遍歧视，有些农场（如酒泉夹边沟农场）对送来劳动的"右派"成员进行了有组织的虐待、迫害，导致大量"右派"成员因饥饿等原因非正常死亡（包括和凤鸣的丈夫王景超）。
该书由中国敦煌文艺出版社初版于2001年，2006年经修订后再版，这部书是中华人民共和国1957年反右运动的一个缩影。

## 内容介绍

### "右派"的产生
1957年5月下旬到6月初，和凤鸣作为甘肃日报社的成员，跟随甘肃代表团前往北京参观农业展览，期间受到毛泽东等国家领导人的接见。当时中国大陆已经在进行整风运动，并且中共中央已经开始各地中共的领导层布置反右运动。和凤鸣从北京回来后，报社领导动员大家帮助共产党整风，于是和凤鸣自己撰写、参与撰写了《向XXX同志进一言》、《请公开宣判》等五张大字报，主要内容是向上级提意见以及替同事鸣不平。和凤鸣的丈夫王景超在领导的鼓励下，写了杂文《略论"行政手段"》，文中认为靠行政手段以服人，有点"霸"味，该文被发表于报纸头条，还获得了甲等稿费，此后王景超又撰写发表了杂文《为"三脱"干部叫屈》，以及《关于"抵触情绪"》（未见报）。7月，报社连续开展100多人－200多人的斗争会，王景超被认定有反党反社会主义罪行，是右派小集团"黑社"的首领，原写的三篇杂文被认为是大毒草，他在鸣放座谈会上的发言被认为"喷毒液"。编辑部共找出了五名"右派"，包括杜绍宇、和凤鸣等，原来的同事都将他们作为"敌人"来进行公开斗争批判，由于在众人一致声讨中有口难辩，绝望中和凤鸣曾试图服安眠药自杀。8月8日，甘肃省市新闻出版系统召开批判"右派"成员的大会，王景超被要求第一个站在方凳上"亮相"，和凤鸣也被要求站到前面。在这段时期，"右派"的上班时间就是挨斗、写检查交代罪行。迫于生活的压力，王景超曾试图服六六粉自杀。
1958年4月下旬，王景超、和凤鸣等六位甘肃日报的"右派"成员，登上了西去的火车，王景超的劳教场所是酒泉夹边沟农场，和凤鸣前往安西县十工农场，此后他们没有能够再见面。而俩人的两个孩子留在了兰州，当时分别只有6岁、3岁。在经济方面，王景超被单位开除，没有收入；和凤鸣的月工资由102元降为58.24元。虽然毛泽东称不剥夺"右派"成员的公民权，但由于各个农场的状况迥异，导致受劳教的"右派"成员此后的遭遇差异甚大。

### 来到农场
安西县有"世界风库"之称，自然条件很恶劣，但由于十工农场的领导对"右派"成员的态度比较缓和，"右派"成员在这里虽然要干许多苦重的农活，但生活还算和睦平稳。与和凤鸣住在同屋的徐福莲年仅20，女儿只有七八个月大，虽然徐尚在哺乳期，甚至还没有明白什么是"右派"，由于被人揭发说其同意储安平"党天下"的观点，被定为"右派"。另外一位是石天爱，军阀石友三的女儿，27岁，由于家庭背景特殊，被划为"右派"。她们都被送来农场"监督劳动"，没有工资，但能从农场领取每月20元的生活费。和凤鸣在农场参加的劳动包括整地、推车、挖草、种玉米、白兰瓜、割麦等，通常每天要劳动十二三个小时，双周休息一次。
和凤鸣与王景超通过信件来往，王景超的信件不封口，要经检查后才可发出。夹边沟农场的生活条件非常恶劣，可能是当时甘肃最严酷的劳教场所。劳动者一去那里就得忍饥挨饿，并且要干繁重的体力活，有的超过了一般意义上的劳动，比如强制长时间在碱水沟中浸泡劳动，造成肢体的蚀伤，和凤鸣知道后特意给王景超寄去一双长筒雨靴。

### 参加演出
尽管当时"右派"成员的地位很低，但由于他们中的许多人的文化层次较高，1958年7月1日中国共产党成立37周年，十工农场的部分"右派"成员根据事先农场领导的安排，进行了全场的文艺会演，和凤鸣与徐福莲表演了俄罗斯双人舞，其他节目还有独唱、拉手风琴、小提琴等。由于演出成功，农场决定继续排练，三四天后到安西县参加演出并得到了认可。在不久后的麦收中，还组织了小型的文艺演出队。这一时期，虽然其他一些农场（比如夹边沟农场）已经在挨饿，但十工农场的人员在高强度劳动的同时，可以吃饱，每人一个月90斤粮。
1958年，全国掀起了“大跃进”运动的高潮，和凤鸣所在的十工农场也不例外。在当时“大炼钢铁”的号召下，农场开始动员“右派”成员炼钢。和凤鸣和其他“右派”成员一起，日夜投入到炼钢的劳动中。尽管条件十分艰苦，大家要不断地在高温的炉边操作，甚至有时在没有足够食物的情况下继续劳作，但他们依然被要求完成高产量的目标。这一段时间，农场里的“右派”成员普遍处于极度疲惫与饥饿的状态。

### 饥饿
1959年起，农场的生活条件开始恶化，随着全国性的三年自然灾害和“大跃进”的失败，饥荒逐渐蔓延到农场。原本能够吃饱的“右派”成员不得不开始面对极度的饥饿。十工农场的情况虽然比夹边沟农场稍好，但也时常缺乏粮食供应，成员们每日的口粮减少，身体逐渐虚弱。
夹边沟农场的状况更为严峻，和凤鸣通过丈夫王景超的信件得知，他那里的“右派”成员由于饥饿和超负荷劳动而大量死亡。王景超自己也在这样的恶劣条件下，体力逐渐衰竭，生命垂危。和凤鸣的内心充满焦虑与恐惧，但她仍努力通过有限的通信与丈夫互相鼓励，坚持生活下去。

### 生死离别
1960年，和凤鸣突然得知，丈夫王景超在夹边沟农场因饥饿和疾病去世。这一消息犹如晴天霹雳，彻底击垮了她的精神。失去丈夫的痛苦和自身艰难的处境，让她陷入了深深的绝望之中。然而，为了两个年幼的孩子，和凤鸣只能强忍悲痛，继续在农场艰难地生活下去。

### 被“摘帽”与释放
1961年，国家对“右派”成员的政策有所松动，开始对部分“右派”进行“摘帽”处理，允许他们离开劳改农场。和凤鸣得以从安西农场释放，回到兰州，结束了长达四年的劳改生活。然而，这段经历对她的生活和心理都造成了难以磨灭的伤害。